# Мадонина (Рим)
Мадонина је насеље у Италији у округу Рим, региону Лацио.
Према процени из 2011. у насељу је живело 301 становника. Насеље се налази на надморској висини од 58 м.